# Seminario internazionale sulla lingua, letteratura e cultura albanese

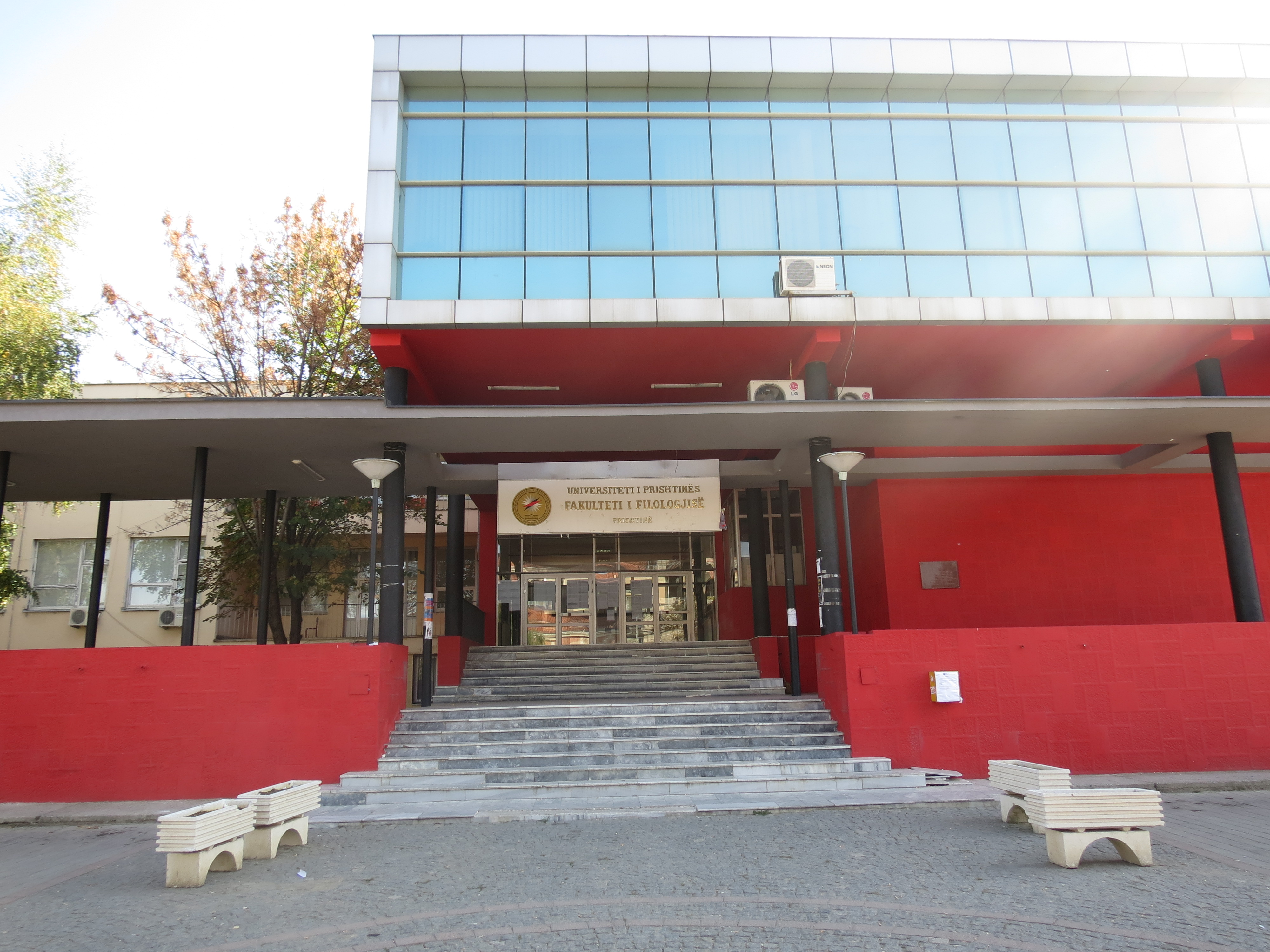
Facoltà di Filologia dell'Università di Pristina

Il Seminario internazionale di lingua, letteratura e cultura albanese, conosciuto all'inizio come Seminario di cultura albanese per stranieri, è un importante incontro scientifico e professionale annuale nel campo delle scienze albanesi, che dal 1974 è tradizionalmente organizzato a Pristina .
Lo scopo principale della sua organizzazione era inizialmente quello di fornire assistenza a studenti e ricercatori stranieri interessati alla lingua, letteratura e cultura albanesi, nonché alle scienze albanesi. Il seminario ha carattere multidimensionale e multidisciplinare. Nel tempo questa manifestazione si è trasformata in una scuola a sé stante nei campi della lingua, letteratura e cultura albanese, nonché dell'albanologia in generale.

## Storia
Il Primo seminario internazionale sulla lingua, letteratura e cultura albanese è stato organizzato nel 1974 presso la Facoltà di Filologia dell'Università di Pristina (allora: Facoltà di Filosofia dell'Università di Pristina ). Gli incontri del Seminario erano inizialmente organizzati sotto il titolo Seminario sulla cultura albanese per stranieri . Sotto questo nome furono organizzati un totale di quattro (4) incontri, inclusi gli anni 1974, 1975, 1976 e 1977 . Dal Seminario del 1978, questa organizzazione viene chiamata con il nome che porta ancora oggi: Seminario Internazionale di Lingua, Letteratura e Cultura Albanese . Questo Seminario è stato organizzato e continua ad essere organizzato da ricercatori e studiosi che si occupano di problemi di lingua, letteratura e cultura albanese, nonché di albanologia in generale.
Nel 1991 la sua attività fu interrotta da violenti corpi serbi . Nel 1995 e nel 1996 le sessioni di questo Seminario si sono svolte a Tirana in collaborazione con l'Istituto di Linguistica e Letteratura dell'Accademia delle Scienze dell'Albania. Dal 2000 il Seminario opera nuovamente a Pristina . Le sessioni 19 e 20 ( 2000 - 2001 ) sono state organizzate in collaborazione con l'Istituto di Linguistica e Letteratura dell'Accademia delle Scienze dell'Albania.
Il seminario si svolge solitamente nella seconda quindicina di agosto . Durante questo periodo si tengono corsi di lingua albanese, si tengono conferenze e referenze su problemi di lingua, letteratura, cultura, arte, archeologia, etnologia, ecc. e vengono organizzati tavoli di discussione. I materiali del workshop vengono regolarmente pubblicati in volumi separati. Nei primi anni della sua organizzazione, il seminario ha attirato molti giovani ricercatori interessati all’albanologia, provenienti principalmente dai paesi europei, ma anche da altri continenti, che qui hanno iniziato ad apprendere la lingua albanese e hanno mosso i primi passi nel campo dell’albanologia. Il Seminario attira in modo particolare i ricercatori arbëresh. Oltre ai ricercatori del Kosovo, al seminario partecipano anche ricercatori dall'Albania, dalla Macedonia e da noti centri albanologici del mondo, con il loro aiuto il seminario è stato trasformato in una sorta di scuola albanologica e forum scientifico.